# Protecteur de poche

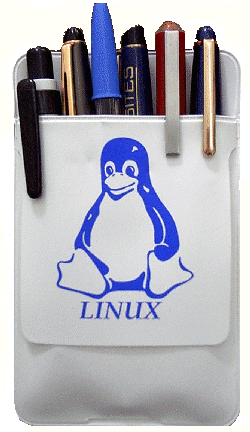
Protecteur de poche faisant la promotion de la famille des systèmes d' exploitation Linux.

Un protecteur de poche est une gaine conçue pour contenir des instruments d'écriture et autres petits instruments, tels que des règles à calcul, tout en les empêchant d'endommager la poche de la chemise du porteur (par exemple, en se déchirant ou en se colorant avec un stylo qui fuit). Le protecteur de poche est conçu pour se loger parfaitement à l'intérieur de la poche de poitrine d'une chemise et peut accueillir des stylos, des crayons, des tournevis, des règles de petite taille et divers autres petits objets. Un rabat recouvrant l'extérieur de la poche aide à maintenir le protège-poche en place.
Le protecteur de poche a été inventé pendant la Seconde Guerre mondiale par Hurley Smith alors qu'il travaillait à Buffalo, dans l'État de New York. Il a été récompensé Brevet US 2417786   pour le dispositif le 18 mars 1947; le brevet a été déposé le 3 juin 1943 
Gerson Strassberg, magnat de la plasturgie de Long Island, revendiqua une concurrence pour l’invention vers 1952. Strassberg travaillait sur des pochettes en plastique pour les livrets épargne. Un jour, il en mit un sur lequel il travaillait dans la poche de sa chemise alors qu'il prenait un appel téléphonique. Lorsqu'il l'a remarqué, il s'est rendu compte que ce serait un excellent produit.
Conçues à l'origine en polychlorure de vinyle (PVC), les protecteurs de poche ont d'abord été commercialisés auprès des entreprises en tant que produits promotionnels de marque. Cependant, un marché plus général pour le produit a rapidement vu le jour, composé d'étudiants, d'ingénieurs (essentiellement mécaniques) et de cols blancs dans divers domaines. L'accessoire est devenu une partie d'un stéréotype de mode " nerd " ou " geek ", probablement en raison de son association avec les ingénieurs ou les étudiants.

## Remarques
1. ↑  Madea, « History of the Pocket Protector » [archive du 15 mai 2007], IEEE History Center (consulté le 17 septembre 2009)
2. ↑  Murray, « The Pocket Protector Was His Baby », Orlando Sentinel (consulté le 27 septembre 2010)